# Constantino Costas
Constantino Costas, cuyo nombre real es Ioannis Gustavo Fergadis (Veracruz, 3 de febrero de 1955), es un actor mexicano. 
Hijo de madre mexicana y padre griego, el cual era marino mercante. Vivió en la avenida de Xicotencalt esquina con la calle José Azueta, colonia Ricardo Flores Magón, en donde pasó parte de su infancia y adolescencia, realizando sus estudios elementales.

## Inicios
Desde niño, soñaba con una carrera como actor. Debutó en 1984 y durante este tiempo participó en 26 películas y continúa actuando hasta el día de hoy. Inició su carrera a finales de la década de los 80s y consiguió fama a principios de los 90s. Constantino se ha convertido en un actor de cabecera del productor mexicano Carlos Sotomayor de Televisa. A finales de la década de los 90s y principios de los 2000s trabajó para TV Azteca. En 2011 se integró de nuevo a Televisa para participar en la serie El equipo y en 2012 se integró a Cadena tres.
Constantino Kostas es conocido por los espectadores rusos por los papeles de Clemente Reyes de la serie de culto Simplemente María, David Orajales de la serie Mentira Blanca y Rafael de la serie Secretos de mujer. A día de hoy, Constantino Costas forma parte de la plantilla de la nueva empresa de televisión mexicana Origincfes Cadena tres.

## Filmografía[1]

### Telenovelas
- Sí, mi amor (1984)
- Principessa (1984-1986) - Dr. Vargas
- Pasión y poder (1988) -  Rogelio Montenegro Guerra
- Las grandes aguas (1989) - Ángel Ocampo
- Simplemente María (1989-1990) - Clemente Reyes
- Carrusel (1989-1990) - Mario Lombardo Rivas (agente del colegio)
- Vida robada (1991-1992) - Tony Hansen
- Capricho (1993) - Rubén Ochoa
- El vuelo del águila (1994-1995) - Espinoza / Gorostiza
- Imperio de cristal (1994-1995) - Uriel González
- Bendita mentira (1996) - David Grajales / Teo
- Huracán (1997-1998) - Walter Pereira Alcalá
- Vivo por Elena (1998) - Dr. Justo Cansino
- El candidato (1999-2000) - Carlos Sagredo
- Agua y aceite (2002) Miguel
- La heredera (2004)
- El equipo (2011) - José Ángel Reyes Galeana
- Rosa Diamante (2012) - Rodolfo Montenegro Sotomayor
- El octavo mandamiento (2012) - Ignacio Vargas Salcedo[2]
- Fortuna (2013) - Darío Casasola
- Las trampas del deseo (2013-2014) - Fausto Ruiz
- Perseguidos (2015)
- La piloto (2018)

### Series
- Papá Soltero (1988)
- Tres Generaciones (1989)
- Hora marcada (1989)
- La Telaraña (1990)
- Video Teatros (1993)
- Mujer, casos de la vida real (1995-1997)
- Lo que callamos las mujeres (2001) - Rafael
- Decisiones (2003-2006)
- Esta historia me suena (2021)
- Un día para vivir (2023) - Raymundo (EPS, Nobleza)

### Películas
- Fotografiando a la muerte (1990)
- Inventando un crimen (1992)
- A ritmo de salsa (1994)
- El arrecife de los alacranes (1995) - David
- Tres (2005) - Agente García
- El Mesero (2019)

### Teatro
- Sexualidades
- El Protagonista
- Sonata de Ausencia
- Tovarich
- El casado casa quiere